# Veledílo

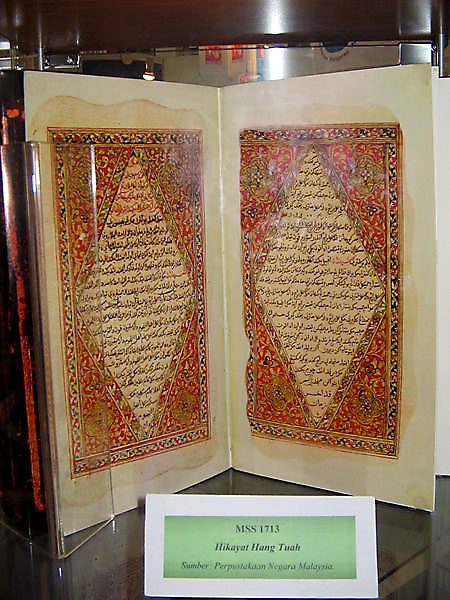
Popis:@Hakcipta Mohamed Yosri Mohamed Yong.

Veledílo (latinsky magnum opus, anglicky masterpiece, německy Meisterwerk) je umělecké dílo, které odborníci nebo veřejnost uznávají za výjimečně kvalitní v rámci určité oblasti kultury (literatury, hudby, filmu, sochařství, architektury…). Status veledíla příjemci kulturnímu projevu udělují v procesu recepce. Veledílo může uskutečňovat umělecké standardy platné v době svého vzniku, často je však natolik originální, že je překračuje. Proto se často stávalo, že umělecké výkony byly jako veledíla uznány až dlouho po jejich vzniku, zatímco původně nebyla jejich hodnota doceněna. 
Rysem veledíla bývá sémantická otevřenost, schopnost mnohoznačných interpretací a reinterpretací v měnících se historických a sociálních okolnostech. Znalost kánonu děl, uznávaných v daném čase za veledíla, patří v západní kultuře k základům vzdělání.
Příklady uměleckých děl nyní často považovaných za veledíla:
- Architektura: pyramidy v Gíze, zámek ve Versailles, Gaudího katedrála Sagrada Família
- Dramatické umění: Sofoklova Antigona, Shakespearův Hamlet, Čechovův Višňový sad
- Film: Ejzenštejnův Křižník Potěmkin, Wellesův Občan Kane, Hitchcockova Závrať
- Hudba: Bachovy Matoušovy pašije, Mozartův Don Giovanni, Beethovenova Devátá symfonie
- Malířství: Grünewaldův Isenheimský oltář, Leonardova Mona Lisa, Monetova Imprese, východ slunce
- Poesie: Homérova Ilias, Dantova Božská komedie, Baudelairovy Květy zla
- Próza: Cervantesův Don Quijote, Dostojevského Zločin a trest, Joyceův Odysseus
- Sochařství: Láokoón a jeho synové, Michelangelův David, Rodinův Myslitel

Jako veledíla bývají někdy označovány i jiné mimořádně závažné, obtížné a vlivné počiny, zejména zásadní vědecké a filozofické práce jako jsou Newtonova Principia, Kantova Kritika čistého rozumu nebo Darwinova O původu druhů.